# Raubling
Raubling là một đô thị tại huyện Rosenheim, bang Bayern, Đức. Đô thị này tọa lạc on the left bank of Inn, 7 km về phía nam của Rosenheim.